# Wonodadi (Tanjung Sari)
Wonodadi is een bestuurslaag in het regentschap Lampung Selatan van de provincie Lampung, Indonesië. Wonodadi telt 3572 inwoners (volkstelling 2010).